# Rebecca Ferguson
Rebecca Louisa Ferguson Sundström, född 19 oktober 1983 i Johannes församling, Stockholm, är en svensk skådespelare. Hon har bland annat gjort rollen som Elisabet Woodville i BBC-serien The White Queen (2013) och Ilsa Faust i Mission: Impossible – Rogue Nation (2015), Mission: Impossible – Fallout (2018), Mission: Impossible – Dead Reckoning Part One (2023) och Mission: Impossible – The Final Reckoning (2025).

## Biografi
Ferguson växte upp i Stockholm och gick i skolan vid Adolf Fredriks Musikklasser. Huvudrollen som "Anna Gripenhielm" i tv-serien Nya tider vid 15 års ålder ledde henne in på skådespelarbanan, med mycket uppmärksamhet, vilket i sin tur gav henne en roll i amerikanska tv-serien Ocean Ave. 
2007 flyttade hon till Österlen för att medverka i BBC:s Wallander-film Sidetracked och valde att stanna kvar i Simrishamn, där hon bland annat startade en argentinsk dansstudio och bildade familj. Där träffade hon också på Richard Hobert, som erbjöd henne en av huvudrollerna i långfilmen En enkel till Antibes (2011) tillsammans med bland andra Sven-Bertil Taube. 2013 fick hon titelrollen som Elisabet Woodville i BBC-serien The White Queen efter att produktionsbolaget länge sökt efter en lämplig skådespelare för att gestalta denna roll. Detta ledde till en mängd framträdande roller i internationella filmer. År 2017 spelade hon rollen som den svenska sångerskan Jenny Lind i musikalen The Greatest Showman. 
Vid Golden Globe-galan 2014 nominerades Ferguson till Bästa kvinnliga tv-huvudroll för rollen i The White Queen.

### Familj
Tillsammans med maken Rory St. Clair Gainer (född 1990)  har hon en dotter, född 2018. Hon har även en son från ett tidigare förhållande med Ludwig Hallberg.
Rebecca Ferguson är genom sin brittiskfödda mor på långt håll släkt med hertiginnan av York, Sarah Ferguson.

## Filmografi (i urval)
- 1999–2002 – Nya tider (TV-serie)
- 2002 – Ocean Ave (TV-serie)
- 2004 – Strandvaskaren
- 2008 – Wallander – Sidetracked (film, brittisk version för BBC)
- 2011 – En enkel till Antibes
- 2013 – Vi
- 2013 – The White Queen (TV-serie)
- 2014 – Hercules: The Thracian Wars
- 2014 – The Red Tent
- 2015 – Despite the Falling Snow
- 2015 – Mission: Impossible – Rogue Nation
- 2016 – Florence Foster Jenkins
- 2016 – Kvinnan på tåget
- 2017 – Life
- 2017 – Snömannen
- 2017 – The Greatest Showman
- 2018 – Mission: Impossible – Fallout
- 2019 – Doctor Sleep
- 2019 – The Kid Who Would Be King
- 2021 – Dune
- 2023 – Mission: Impossible – Dead Reckoning Part One
- 2023 – Silo (TV-serie)
- 2024 – Dune: Part Two
- 2024 – Mission: Impossible – The Final Reckoning
- 2025 – A House of Dynamite
- 2026 – Mercy
- 2026 – The Magic Faraway Tree